# Allapattah
Allapattah è un quartiere residenziale di Miami, nella Contea di Miami-Dade della Florida, negli Stati Uniti d'America. L'area della zona è di 12,05 km2 e la popolazione nel 2010 di 54.289 abitanti.

## Geografia
Allapattah è a nordovest di Downtown e circa ad 8 km ad est dell'Aeroporto Internazionale di Miami.
I suoi confini sono approssimativamente a nord l'autostrada per l'aeroporto (Florida State Road 112), il Miami River e la Dolphin Expressway (Florida State Road 836) a sud, l'Interstate 95 ad est e la West 27th Avenue (Florida State Road 9) ad ovest.
All'interno del quartiere si trovano le aree di Santa Clara, Comstac, Melrose, Curtis Park, Civic Center e Jackson. La gran parte delle attività economiche e le organizzazioni formative del quartiere sono in genere situate nella North 36th Street (U.S. Highway 27).

## Storia
Il nome deriva da una parola dei Seminole che significa alligatore. Il primo insediamento della comunità di Allapattah iniziò nel 1856 quando William P. Wagner, il primo dei bianchi americani a risiedere permanentemente nella zona, arrivò da Charleston (Carolina del Sud) e costruì un insediamento lungo la Miami Rock Ridge, una formazione rocciosa nell'area delle Everglades. Lo sviluppo proseguì dal 1896 fino al XX secolo con il completamento della Florida East Coast Railway.
Allapattah fu popolata prevalentemente da bianchi dal XX secolo fino agli anni 1950, quando ci fu un largo afflusso di neri americani per la costruzione dell'Interstate 95 con il successivo spostamento dei bianchi verso altri quartieri della Contea di Miami-Dade e della Contea di Broward. Dopo la Rivoluzione cubana del 1959, Allapattah fu la meta di molti rifugiati cubani, ospitando una delle comunità più ampie di cubano-statunitensi di Miami. Gli anni 1980 portarono immigrati dalla Repubblica Dominicana, Nicaragua, Honduras e Haiti come conseguenza di varie crisi umanitarie in queste nazioni. Ora nell'area risiede un melting pot di residenti provenienti dai Caraibi, America Centrale ed America Latina.

## Monumenti e luoghi d'interesse
- Miami Jackson Senior High School (fondata nel 1898)
- Allapattah Library

## Società
Secondo i dati del 2000, Allapattah aveva una popolazione tra i 40.406 e i 43.860 residenti.
La composizione razziale del quartiere era per il 72,23% di ispanici o latinoamericani di qualsiasi razza, 18,33% di persone di colore, 6.89% bianchi e 2,55% di altre razze.
La percentuale di persone che non parlano inglese era del 33% della popolazione. La percentuale della popolazione nata in Florida era del 30,5%, la percentuale dei nati in altri stati del 9,2%, la percentuale dei nati fuori dagli USA del 4,3%, mentre la percentuale degli stranieri del 56,1%.

## Cultura

### Biblioteche
- Allapattah Library
- Medical Center Library

### Scuole
Scuole elementari
- Comstock Elementary School
- Maya Angelou Elementary School
- Santa Clara Elementary School
- Melrose Elementary School
- River Cities Community Charter School

Scuole medie e superiori
- Mater Academy Middle School of International Studies (charter)
- Allapatah Middle School (Home of the Mustangs)
- Charles Drew Middle School
- Miami Jackson Senior High School

## Economia
Un fiorente mercato tessile è localizzato lungo la North 20th Street tra la West 17th e la 27th Avenues, con diversi produttori di abbigliamento ed outlet di produttori latinoamericani e caraibici. Il mercato agroalimentare, il più grande centro di distribuzione alimentare di Miami, serve le attività commerciali e ristoranti locali con i prodotti del sud della Florida.
Il distretto industriale di Miami è situato in un'area a cavallo tra Health District ed Allapattah, lungo un corridoio precedentemente occupato dalla Florida East Coast Railway giusto a nord della 20th Street. Attività economiche che vanno dalla produzione di abbigliamento, riparazione di auto, carpenteria e negozi di arredamento. Inoltre, ci sono diversi cantieri navali e banchine lungo il Miami River.

## Infrastrutture e trasporti
Allapattah è servita dal Metrobus e dalla Metrorail a:
- Santa Clara (tra la NW 20th Street e NW 12th Avenue)
- Allapattah (tra la U.S. Route 27 e NW 12th Avenue)
- Earlington Heights (tra la Florida State Road 112 e NW 22nd Avenue)